# Hornet (Schiff, 1943)
Die USS Hornet (CV-12) – wegen ihrer blauen Farbe auch „Blue Ghost“ genannt – ist ein Flugzeugträger der Essex-Klasse der United States Navy. Das 1943 in Dienst gestellte Schiff wurde zu Ehren des 1942 gesunkenen Trägers Hornet (CV-8) als achtes Schiff nach der Hornisse benannt. Der Träger diente im Zweiten Weltkrieg, im Koreakrieg sowie im Vietnamkrieg. Bekanntheit erlangte es auch als Bergungsschiff für Apollo 11 und 12. Die 1970 ausgemusterte Hornet ist heute ein Museumsschiff mit dem Status einer National Historic Landmark in Alameda, Kalifornien.

## Technik
→Für ausführliche Angaben zur Technik, siehe den Klassen-Artikel unter Essex-Klasse (1942)
Die Hornet gehörte zur ersten Gruppe der Essex-Klasse, den sogenannten „short hull“-Schiffen. Ihr Rumpf war 265,8 Meter lang, die Länge in der Konstruktionswasserlinie betrug 250,1 Meter, die Breite 28,4 Meter. Bei einer Leerverdrängung von 27.100 tn.l. und einer Einsatzverdrängung von 33.000 tn.l. betrug der Tiefgang zwischen 7,0 und 8,7 Metern. Das Flugdeck hatte ursprünglich eine Breite von 45,0 Metern. Beim Umbau von 1955 bis 1956 wurde das Schiff auf 272,6 Meter verlängert, das Flugdeck auf 58,5 Meter verbreitert und mit einer abgewinkelten Landebahn ausgestattet. Um die Stabilität zu erhöhen, wurde der Rumpf an der Wasserlinie auf 30,8 Meter verbreitert. Die Verdrängung stieg auf 32.800 tn.l. leer bzw. 44.700 tn.l. beladen, der Tiefgang auf 9,4 Meter. Die Panzerung war an der Wasserlinie 102 mm dick, diese wurde beim Umbau entfernt, auf dem Flugdeck betrug die Dicke der Panzerplatten 38 mm und auf dem Hangardeck 76 mm.
Der Dampf für die vier Getriebeturbinen zum Antrieb der vier Propeller wurde in acht Kesseln mit 454 °C Dampftemperatur und 39 bar Druck erzeugt. Die Gesamtleistung des Antriebs betrug 150.000 PS, die Höchstgeschwindigkeit der Hornet lag bei 33 Knoten, die Reichweite mit den 6.161 Tonnen Treibstoff an Bord lag zwischen 4.100 Seemeilen bei Höchstgeschwindigkeit und 16.900 Seemeilen bei 15 Knoten.

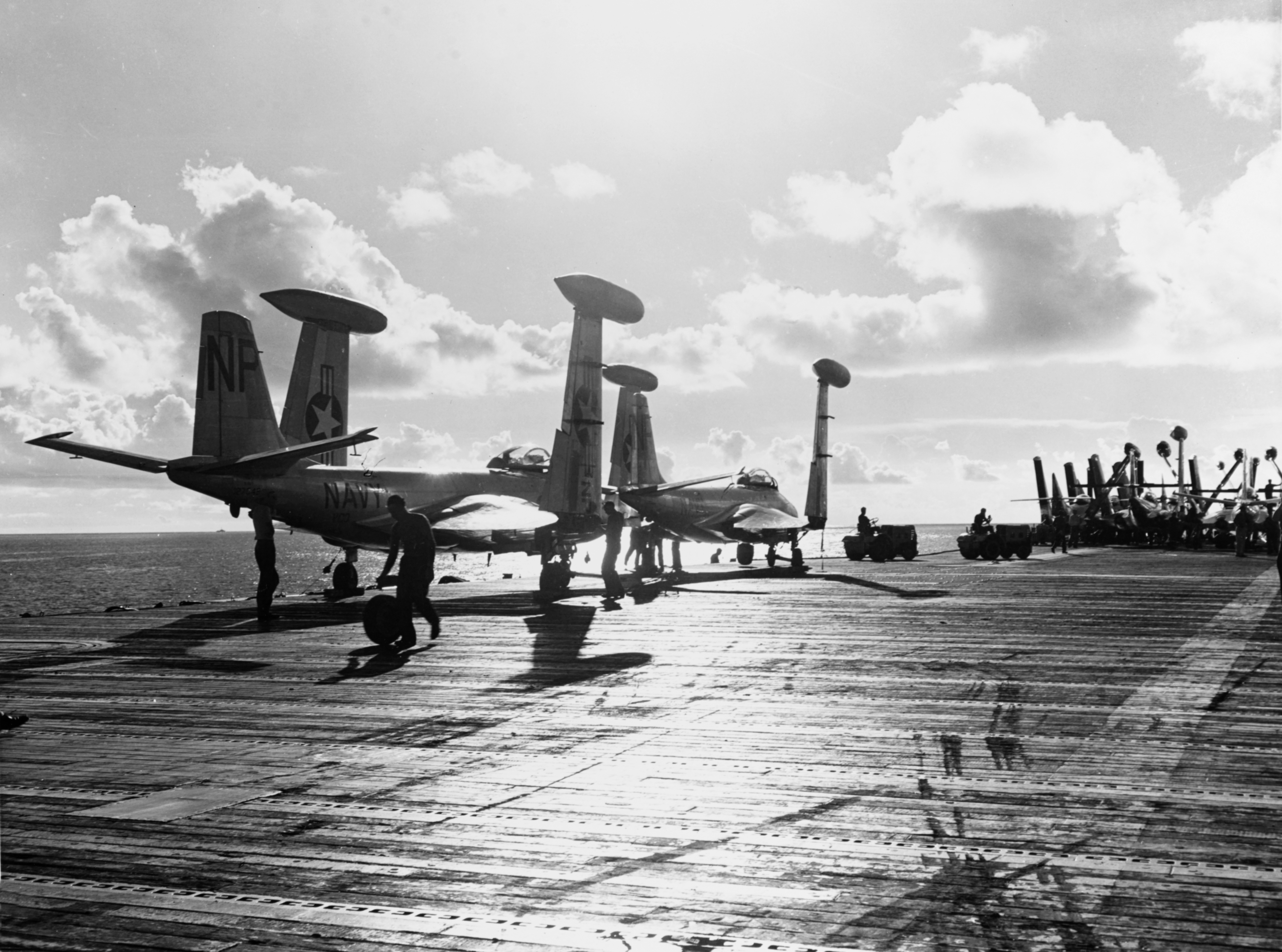
F2H-3 Banshee an Bord der Hornet

An Bord des Trägers konnten bis zu 100 Flugzeuge mitgeführt werden. Während des Zweiten Weltkrieges bestand das Bordgeschwader aus Grumman F6F-Jagdflugzeugen und Curtiss SB2C-Sturzkampfbomber. Zwischen 1953 und 1958 waren Grumman F9F, McDonnell F2H, North American FJ, Douglas AD und North American AJ an Bord stationiert. Nach der Umklassifizierung am 27. Juni 1958 wurde die Hornet als U-Jagdträger eingesetzt. Das Bordgeschwader bestand dann aus ein bis zwei Staffeln mit Grumman S-2 und einer mit Hubschraubern ausgerüsteten U-Jagdstaffel mit Sikorsky HSS bzw. ab 1962 mit Sikorsky SH-3. Dazu kam eine Teilstaffeln mit Grumman E-1-Frühwarnflugzeugen.
Der Träger war bei Indienststellung mit zwölf 127-mm-Geschützen ausgerüstet, acht davon befanden sich in vier Mark-32-Zwillingstürmen an der Insel, die übrigen in Einzellafetten unterhalb des Flugdecks auf der Backbordseite. Zusätzlich waren 32 40-mm-Bofors-Geschütze in Vierlingslafetten sowie 46 leichte 20-mm-Oerlikon-Maschinenkanonen untergebracht. Nach dem Zweiten Weltkrieg wurde die Rohrbewaffnung stark reduziert, 1957 verfügte die Hornet noch über acht 127-mm-Einzelgeschütze und sechs 76-mm-Vierlingsgeschütze, welche nach dem Krieg die 40-mm-Geschütze ersetzt hatten. Die 76-mm-Geschütze wurden im folgenden Jahr entfernt, die Zahl der 127-mm-Geschütze wurde bis 1970 auf nur noch vier reduziert.

## Geschichte

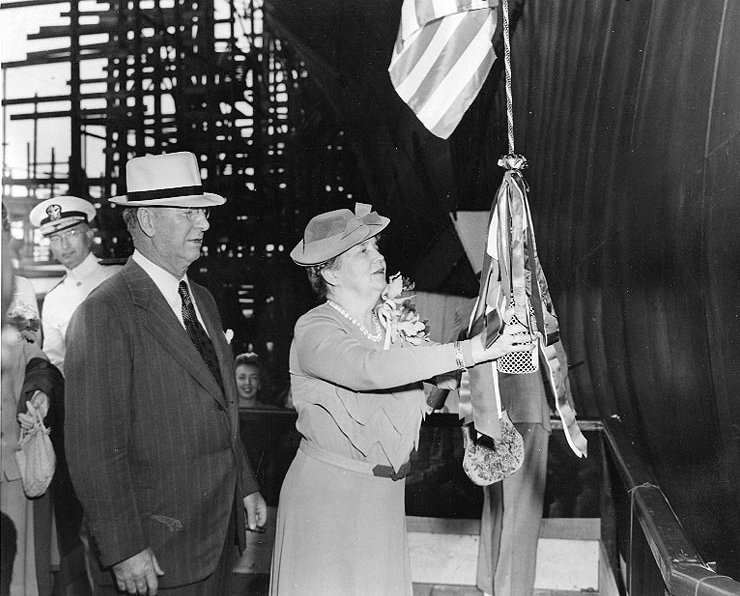
Taufe der Hornet

### Bau
Der Bauauftrag für den vierten Flugzeugträger der Essex-Klasse erging am 9. September 1940 an Newport News Shipbuilding in Newport News, Virginia. Der Träger wurde als USS Kearsarge in Erinnerung der Sloop von 1861 am 3. August 1942 auf Kiel gelegt. Nach dem Untergang der USS Hornet in der Schlacht bei den Santa-Cruz-Inseln am 26. Oktober entschied die Führung der US-Marine jedoch, den neuen Träger auf den Namen Hornet zu taufen. Die Schiffstaufe durch Annie Reid Knox, die Ehefrau des Marineministers Frank Knox, und der anschließende Stapellauf fanden am 30. August 1943, 13 Monate nach dem Baubeginn, statt. Nach weiteren drei Monaten Ausrüstungsarbeiten wurde der Träger am 29. November 1943 unter dem Kommando von Captain Miles M. Browning in Dienst gestellt.

### Zweiter Weltkrieg
Nach ersten Erprobungsfahrten vor den Bermudainseln lief die Hornet am 14. Februar 1944 von Norfolk zum ersten Einsatz in den Pazifik aus, am 20. März wurde sie beim Majuro-Atoll der Fast Carrier Task Force angegliedert. In den folgenden Wochen lieferten die Flugzeuge des Trägers Unterstützung für Luftangriffe auf Neuguinea und den Karolinen-Inseln. Am 11. Juni flogen die Trägerflugzeuge Angriffe auf Tinian und Saipan, am folgenden Tag auf Guam und Rota. Am 15. und 16. Juni flogen die auf der Hornet stationierten Verbände Angriffe auf japanische Flughäfen auf Iwojima und Chichi-jima, um Gegenangriffe auf die auf den Marianen landenden US-Truppen zu verhindern. Am Nachmittag des 18. Juni formierte sich die Fast Carrier Task Force, um die anrückende japanische 1. Mobile Flotte abzufangen, die durch die Philippinensee auf die Marianen zuhielt.

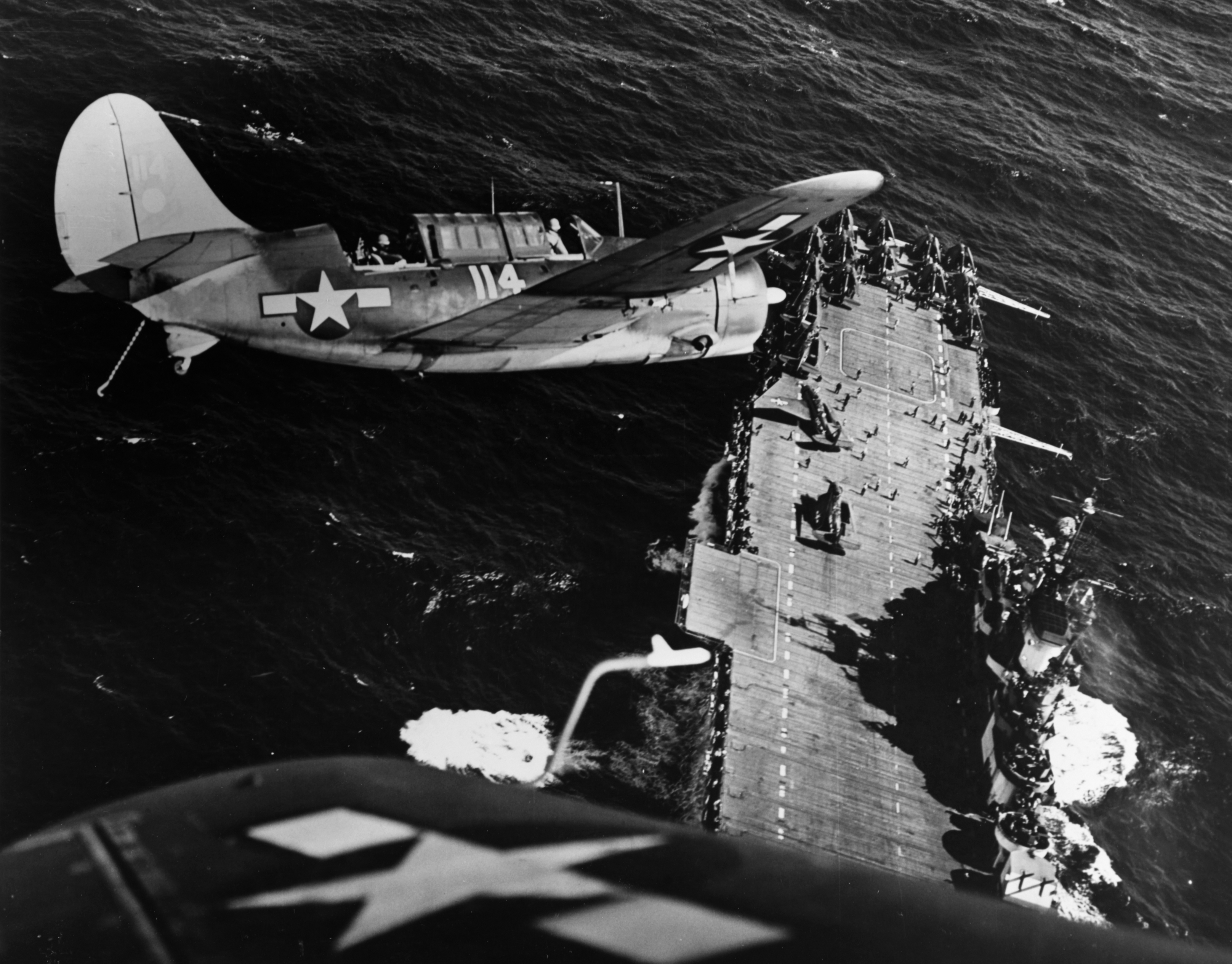
Zwei SBC2-3 Helldiver über der Hornet

In den folgenden zwei Tagen versenkten die Amerikaner während der Schlacht in der Philippinensee drei japanische Flugzeugträger und schossen bis zum 20. Juni über 400 japanische Flugzeuge ab. In den folgenden vier Monaten operierte die Hornet von Eniwetok aus, ihre Flugzeuge griffen japanische Stellungen und Einrichtungen auf Guam, den Bonin-Inseln, Palau, Okinawa und Taiwan an. Während der Invasion auf Leyte am 20. Oktober lieferten die Flugzeuge Unterstützung für die an den Stränden landenden US-Truppen, in den folgenden Tagen flogen sie dann Angriffe auf japanische Stellungen und Flugfelder im Hinterland. Auch an der Schlacht von Samar waren die Trägerflugzeuge der Hornet beteiligt.
In den folgenden zwei Monaten operierte der Träger dann in der Region um die Philippinen, wo die Flugzeuge japanische Stellungen und Schiffe bombardierten. Am 30. Dezember 1944 lief die Hornet dann von Ulithi in Richtung Südchinesisches Meer, wo die Luftgruppe Ziele auf Taiwan, in Indochina sowie auf den Pescadores-Inseln angriff. Auf dem Rückweg nach Ulithi klärten die Flugzeuge des Trägers am 22. Januar 1945 Okinawa für die Vorbereitung der Landung auf.
Am 10. Februar verließ die Hornet das Ulithi-Atoll wieder, ihre Flugzeuge griffen in den Folgetagen mehrmals Tokio an, am 19. und 20. Februar unterstützten sie dann die US-Marines auf Iwojima. Bis zu den amphibischen Landungen auf Okinawa im April griffen die Flugzeuge mehrmals Tokio und Umgebung, aber auch Okinawa an. Am 6. April 1945 waren die Flugzeuge der Hornet an der Versenkung der Yamato beteiligt. In den folgenden zwei Monaten wechselte die Luftgruppe zwischen Zielen auf Okinawa und in der Region um Tokio, am 4. Juni wurde die Hornet bei einem schweren Taifun beschädigt, siebeneinhalb Meter des vorderen Flugdecks wurden von den Wellen zerstört. Über die Philippinen lief sie dann nach San Francisco, wo sie am 7. Juli eintraf. Die Reparaturen dauerten bis zum 13. September, im Anschluss brachte sie im Rahmen der Operation Magic Carpet US-Soldaten von den Marianen und Hawaii zurück in die Vereinigten Staaten. Am 9. Februar 1946 lief die Hornet wieder in San Francisco ein, wo sie bis zu ihrer Außerdienststellung am 15. Januar 1947 im Hafen blieb. Nach der Außerdienststellung wurde der Träger der Reserveflotte zugeteilt.

### Modernisierungen

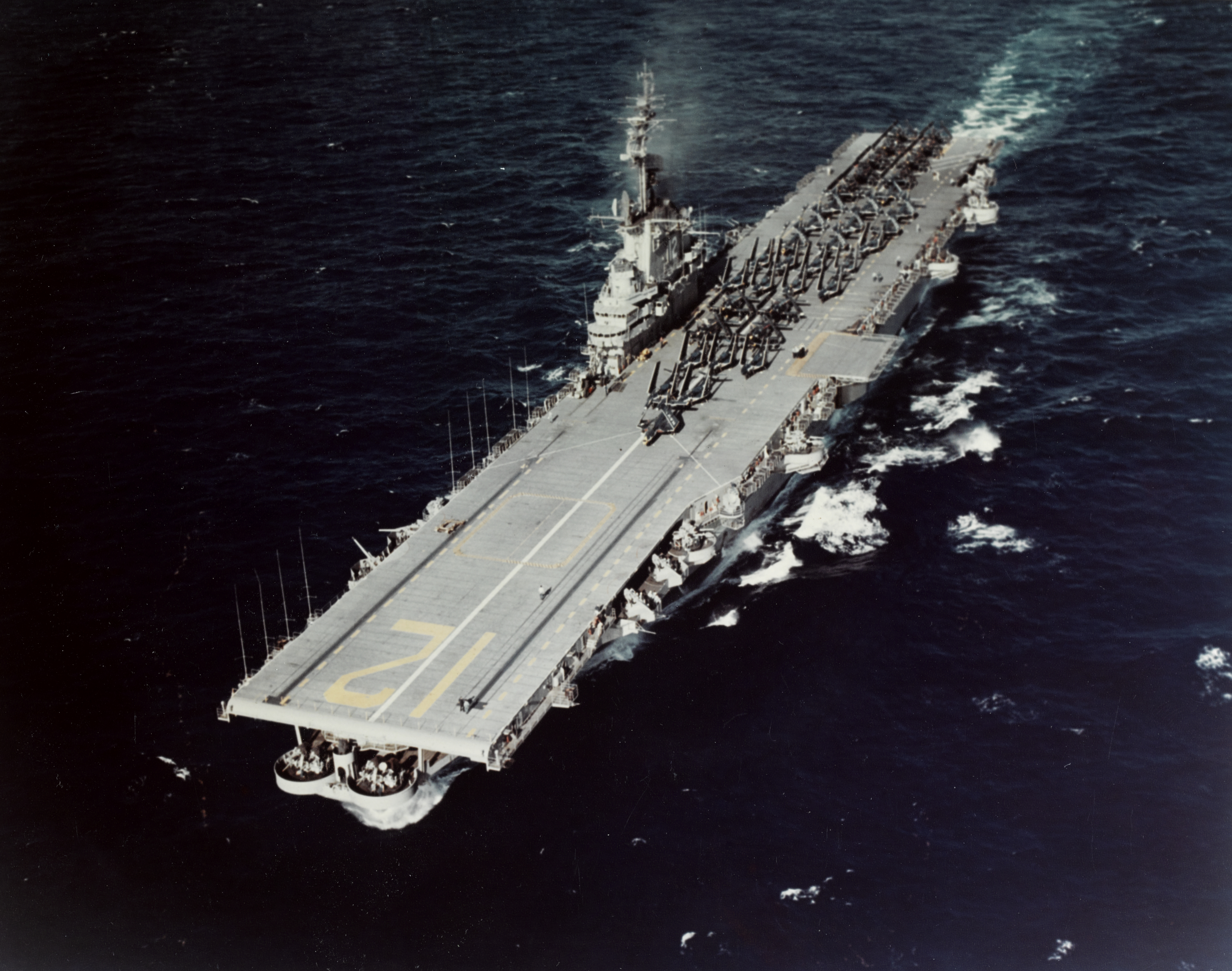
Die Hornet 1954

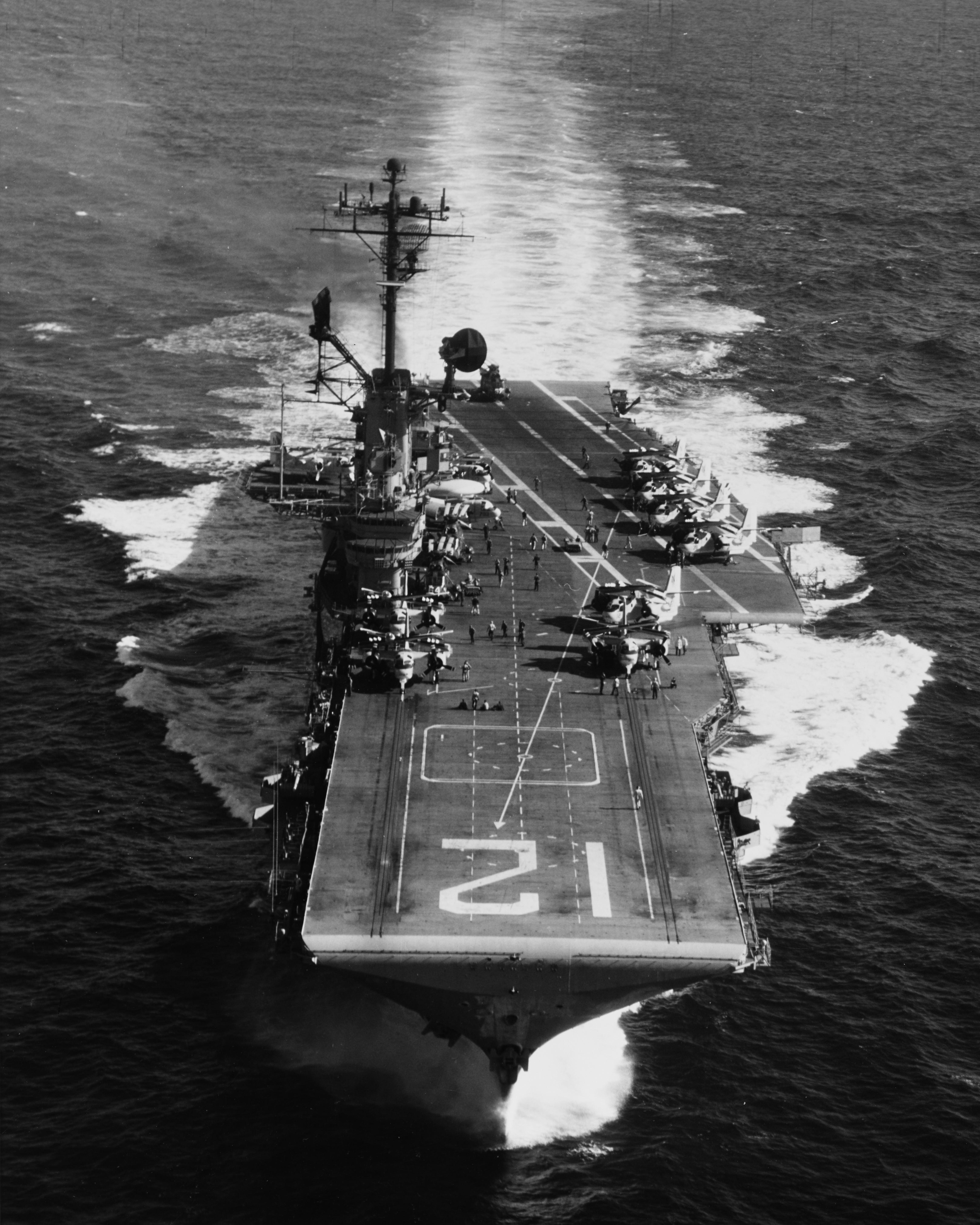
Die Hornet mit Schräglandedeck (als U-Jagd-Träger 1968)

Die Hornet wurde am 20. März 1951 wieder in Dienst gestellt und verließ San Francisco in Richtung New York City, wo sie am 12. Mai im New York Naval Shipyard erneut außer Dienst gestellt wurde und zu Umbauarbeiten ins Dock ging. Nach dem Abschluss des SCB-27A-Umbaus zum Angriffsträger und der Reklassifizierung zu CVA-12 nahm die Hornet am 11. September 1953 den Dienst wieder auf, sie lief zu ersten Übungen in die Karibik aus. Am 11. Mai 1954 verließ sie dann Norfolk zu einer siebenmonatigen Weltumrundung, nach deren Abschluss sie im Atlantik und im Mittelmeer operierte. Im Sommer 1954 hielt sich die Hornet als Teil der 7. US-Flotte im Südchinesischen Meer auf, wo ihre Flugzeuge zwei angreifende chinesische Jets abschossen. Der Träger beendete seine Weltumrundung am 10. Dezember im Hafen von San Francisco. In den folgenden Monaten operierte er zumeist vor der US-Westküste, am 4. Mai 1955 verließ er San Diego in Richtung Westpazifik, um sich der 7. US-Flotte anzuschließen. Die Flugzeuge der Hornet deckten die Evakuierung von Flüchtlingen aus dem kommunistischen Nordvietnam, nach weiteren Übungen mit der Flotte im Pazifik kehrte sie am 10. Dezember nach San Diego zurück. Von dort fuhr sie nach Bremerton, wo sie im Januar 1956 im Puget Sound Navy Yard für den SCB-144-Umbau bis zum 15. August 1956 ins Dock ging. Nach zwei weiteren Einsätzen im Westpazifik vom 21. Januar 1957 bis zum 25. Juli und vom 6. Januar 1958 bis zum 2. Juli ging die Hornet erneut in Bremerton ins Dock, diesmal wurde sie zum U-Jagdträger (CVS-12) umgebaut.

### 1960er Jahre
Am 3. April 1959 lief die Hornet dann zu U-Jagd-Übungen nach Japan aus, diese dauerten bis Oktober. In den folgenden Jahren operierte der Träger weiter im Westpazifik und nahm an Übungen vor Japan, Okinawa, Vietnam und den Philippinen teil. Am 25. August 1966 barg die Hornet die Apollo-Kapsel des unbemannten AS-202-Testflugs, die in der Nähe von Wake gewassert war. Am 8. September 1966 kehrte sie dann nach Long Beach zurück, der nächste Einsatz im Westpazifik folgte am 27. März 1967. Der Träger operierte dann vor der vietnamesischen Küste im Rahmen des Vietnamkriegs.

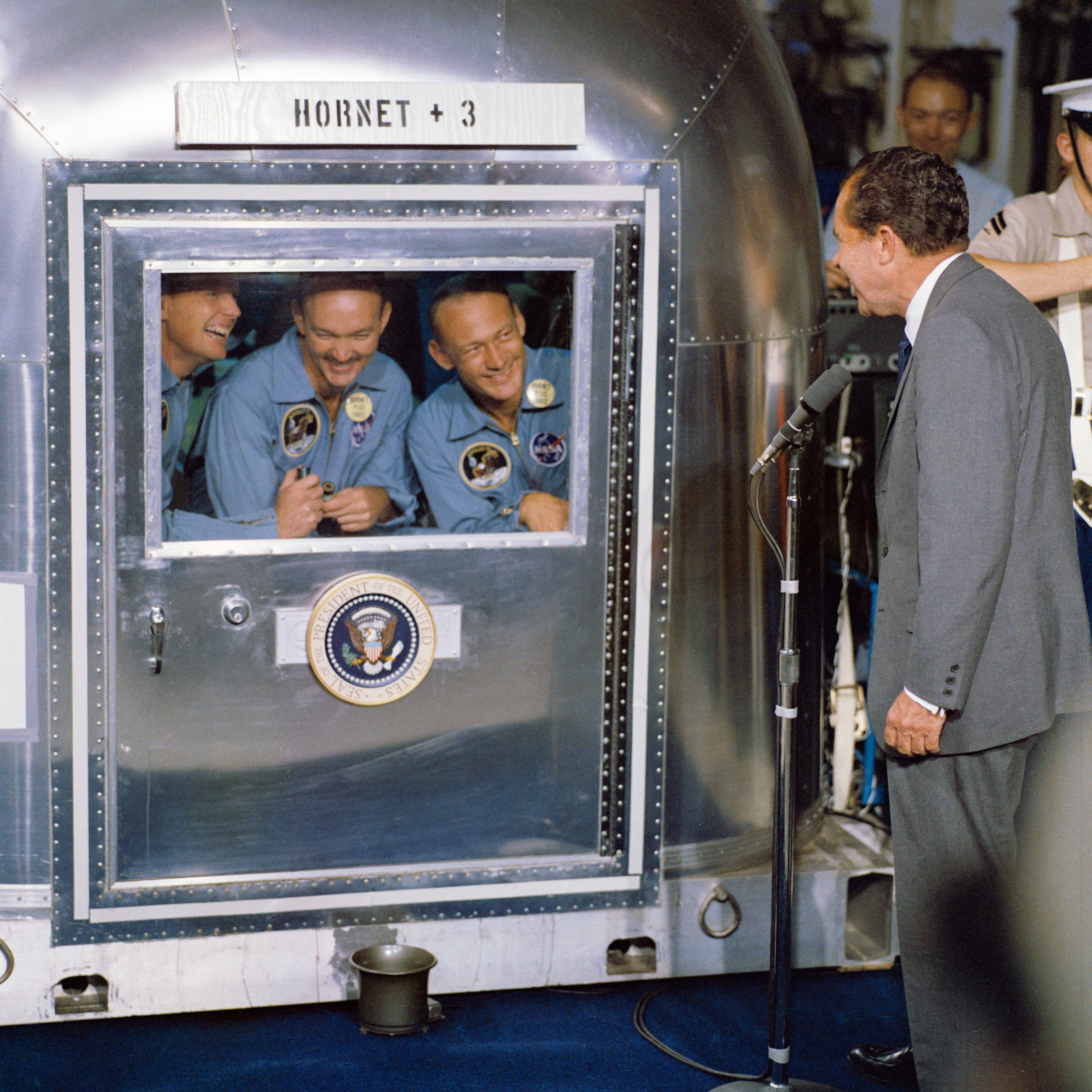
Die Astronauten von Apollo 11 im Quarantäne-Container an Bord der Hornet

Ihren berühmtesten Einsatz hatte die Hornet Ende Juli 1969. Am 24. Juli barg ihr Helicopter 66 die Astronauten der Apollo-11-Mission, die drei Tage zuvor auf dem Mond gelandet waren. Die Astronauten Neil Armstrong, Edwin Aldrin und Michael Collins wurden an Bord in einem Quarantäne-Container isoliert. Auch bei Apollo 12 vier Monate später war die Hornet das Bergungsschiff, das die Astronauten Charles Conrad, Richard Gordon und Alan Bean aus dem Pazifik barg.

### Außerdienststellung und Verbleib
Die Hornet wurde am 26. Juni 1970 außer Dienst gestellt. Fast zwei Jahrzehnte lag sie eingemottet in der Reserveflotte, bis sie am 25. Juli 1989 aus dem Naval Vessel Register gestrichen wurde. Am 4. Dezember 1991 erhielt sie den Status einer National Historic Landmark. Im April 1993 sollte sie zur Verschrottung verkauft werden, wurde jedoch an eine Stiftung übergeben, die das Schiff seit 1998 als Museumsschiff in Alameda der Öffentlichkeit zugänglich macht.
In den 1990er-Jahren war sie Schauplatz einer Episode (Staffel 3, Folge 1) der erfolgreichen US-Fernsehserie JAG.

## Weiterführende Informationen

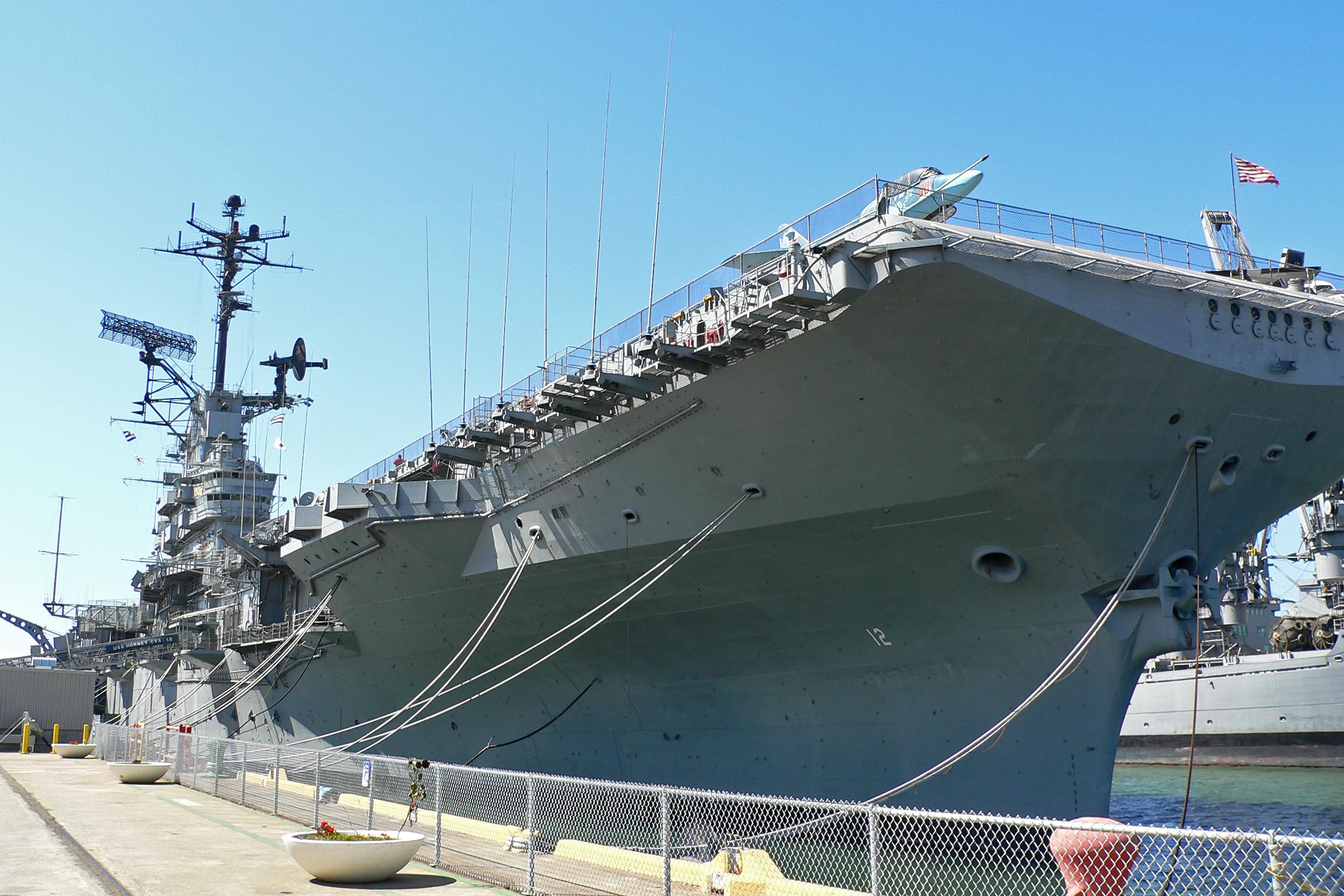
Hornet als Museumsschiff in Alameda